# جيانغ مينججي
جيانغ مينججي، ممثلة صينية، وُلدت في 7 ديسمبر 1989، اشتهرت بدورها في دور لين داييو في المسلسل التلفزيوني (2010 The Dream of Red Mansions).

## حياتها
ولدت جيانغ في ووهو، أنهوي في 7 ديسمبر 1989. وهي خريجة أكاديمية بكين للرقص.